# Zonocopris machadoi
Zonocopris machadoi е вид бръмбар от семейство Листороги бръмбари (Scarabaeidae).

## Разпространение
Видът е разпространен в Бразилия (Гояс, Мато Гросо, Минас Жерайс и Санта Катарина) и Парагвай.